# Gun (jogo eletrônico)
Gun é um jogo eletrônico de ação-aventura de 2005 com temática de faroeste, desenvolvido pela Neversoft e publicado pela Activision para PlayStation 2, Xbox, GameCube, Microsoft Windows e Xbox 360 como título de lançamento. A versão para PlayStation Portable foi lançada um ano depois sob o título Gun: Showdown, esta versão apresenta novas missões secundárias, um modo multijogador e outras adições que não estavam disponíveis nas versões para console.
Durante seu primeiro mês, o jogo vendeu 225.000 cópias nos quatro sistemas de console para os quais foi lançado inicialmente. O jogo vendeu mais de 1,4 milhão de unidades nos Estados Unidos em outubro de 2008. Foi bem recebido pelos críticos de jogos e ganhou vários prêmios, incluindo o de Jogo de Ação do Ano para Xbox 360 da GameSpy..

## Jogabilidade
Gun possui um mundo aberto, incluindo o missões secundárias que contribuem para a história do jogo. Gun tem uma perspectiva de terceira pessoa. Os jogadores podem usar desde Rifles até dinamites. Você pode vagar pelo mapa a pé ou a cavalo. O jogador além de seguir a história principal, tem a opção de fazer missões paralelas que vão desde capturar bandidos e até caçar animais, além de poder jogar Poker e fazer outras coisas.
O jogo também se destaca pelo "Quick Draw", uma opção de deixar o tempo mais lento e assim acertar todos os inimigos com velocidade e precisão (com visão em primeira pessoa), usando suas pistolas. Sua jogabilidade de mundo aberto e temática de velho-oeste foi muito comparada aos jogos posteriores da série Red Dead.

## História
O jogo conta a história de um descendente de indígenas chamado Colton White, que viaja pelo mundo com seu pai adotivo, Ned. Quando o navio da qual estão embarcados é atacado por renegados, Ned empurra Colton para a água pouco antes do navio explodir. Após acordar depois de muitas horas, Colton descobre que fora o único sobrevivente ao ataque. A partir de então, o jovem pistoleiro busca vingar a morte de Ned. Para isso, ele viaja até Dodge City, com o objetivo de descobrir quem foram os mandantes do ataque, oque o leva a fazer novos amigos e criar muitos inimigos pelo mundo. O enredo ocorre no Velho Oeste americano , especificamente Montana , Kansas e Novo México.

## Personagens
- Colton White- Thomas Jane
- Soapy Jennings- Dave Wittenberg
- Thomas Magruder- Lance Henriksen
- Ned White- Kris Kristofferson
- "Reverend" Josiah Reed- Brad Dourif
- Mayor Hoodoo Brown- Ron Perlman
- Clay Allison- Tom Skerritt
- Fights-At-Dawn- Eric Schweig
- Many Wounds- Eric Schweig
- Jenny- Kath Soucie

## Ligações Externas
- Gun no MobyGames